# Walter Masotti
Walter Masotti (Faenza, 1925 – Cesenatico, 1997) è stato un pittore italiano.

## Biografia

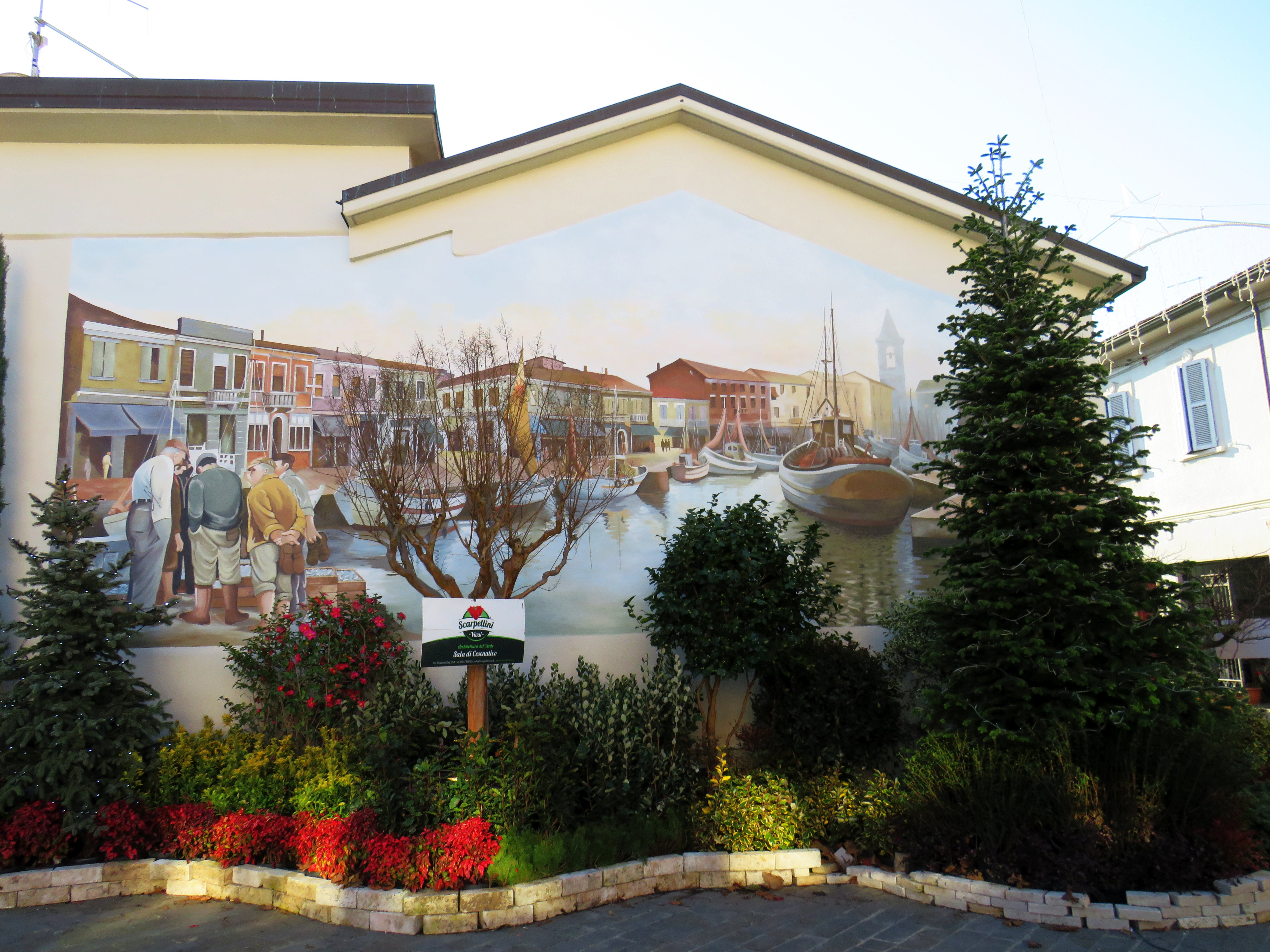
Un rifacimento del murale di Masotti, Cesenatico

Si trasferisce in tenera età a Bologna, per poi approdare in Francia, dove apprende l'arte pittorica. È solito passare le vacanze a Cesenatico, luogo che è diventato, in seguito, suo fulcro artistico. È qui, infatti, che prendono vita le tele di Masotti. I suoi soggetti più cari sono, infatti, gli scorci della piccola città romagnola.
Amico intimo di Marino Moretti, lo scrittore lo ricorda affettuosamente con le seguenti parole: Il poeta di Cesenatico non sono io; è lei, caro Walter Masotti che ha fatto rivivere e risplendere il nostro paese, acqua per acqua, casa per casa, barca per barca.
Alcuni dei suoi quadri più importanti sono esposti al Palazzo del Turismo di Cesenatico. Il Comune, nel 2007, organizza una retrospettiva che coinvolge anche il Museo della Marineria.
È, inoltre, autore di un murale, presente in piazza delle Erbe. L'opera viene ricordata per essere stata utilizzata dalla FAO come copertina di un progetto europeo.